# Municipio de Partridge (Illinois)
El municipio de Partridge (en inglés: Partridge Township) es un municipio ubicado en el condado de Woodford en el estado estadounidense de Illinois. En el año 2010 tenía una población de 593 habitantes y una densidad poblacional de 6,79 personas por km².

## Geografía
El municipio de Partridge se encuentra ubicado en las coordenadas 40°51′59″N 89°27′40″O / 40.86639, -89.46111. Según la Oficina del Censo de los Estados Unidos, el municipio tiene una superficie total de 87.31 km², de la cual 67,89 km² corresponden a tierra firme y (22,24 %) 19,42 km² es agua.

## Demografía
Según el censo de 2010, había 593 personas residiendo en el municipio de Partridge. La densidad de población era de 6,79 hab./km². De los 593 habitantes, el municipio de Partridge estaba compuesto por el 98,65 % blancos, el 0,84 % eran afroamericanos, el 0,17 % eran amerindios y el 0,34 % eran de una mezcla de razas. Del total de la población el 0 % eran hispanos o latinos de cualquier raza.